# جان وارک
جان وارک (انگلیسی: John Wark؛ زادهٔ ۴ اوت ۱۹۵۷) یک بازیکن فوتبال اهل اسکاتلند است.

## باشگاهی
از باشگاه‌هایی که در آن بازی کرده‌است می‌توان به و لیورپول، تیم ملی فوتبال اسکاتلند، میدلزبورو و ایپسویچ تاون، اشاره کرد.

## گزیده فیلمشناسی
از فیلم‌ها یا برنامه‌های تلویزیونی که وی در آن نقش داشته است می‌توان به فرار به سوی پیروزی اشاره کرد.